# Victoria Abrilová
Victoria Abrilová, vlastním jménem Victoria Mérida Rojas (* 4. července 1959, Madrid) je španělská herečka a zpěvačka.
Jako filmová herečka debutovala v roce 1974 v Obsesión režiséra Polopa. Je často obsazovaná jak v domácí španělské, tak zahraniční produkci. Významná pro ni byla role Mariny Osorio ve filmu ¡Átame! Pedra Almodóvara.

## Ocenění
- 1991 – Stříbrný berlínský medvěd jako nejlepší herečka (film Amantes)
- 1996 – Cena Goya jako nejlepší herečka (film Nadie hablará de nosotras cuando hayamos muerto)